# Петросян, Артур Бениаминович
Арту́р Бениами́нович Петрося́н (арм. Արթուր Պետրոսյան, 22 марта 1952, село Ланджик, Анийский район) — бывший депутат парламента Армении.

## Биография
- 1971—1976 — Ереванский политехнический институт, горный инженер
- 1976—1981 — работал на Нурнусском камнеобрабатывающем заводе Абовянского района начальником смены, начальником карьера, начальником производства
- 1981—1991 — оперуполномоченный, старший оперуполномоченный, временно исполняющий обязанности начальника отдела, начальник управления МВД Армении
- 1991—1995 — начальник, заместитель начальника, первый заместитель начальника оперативного управления государственного налогового управления Армении
- 1995—1998 — находился в Болгарии (Варна)
- 1999—2003 — был советником спикера парламента Армении
- 2003—2007 — был депутатом парламента, член постоянной комиссии комиссии по обороне, национальной безопасности и внутренним делам, член ОТП
- с июля 2009 по январь 2010 — начальник Государственной инспекции по труду Армении
- с января 2010 — министр спорта и по вопросам молодёжи Армении
- с февраля 2009 — член партии «Процветающая Армения»